# Museo svizzero della carta, della scrittura e della stampa
Il Mulino della carta di Basilea (tedesco: Basler Papiermühle), noto anche come Museo svizzero della carta, della scrittura e della stampa, è principalmente dedicato alla produzione di carta, all'arte della stampa di libri e alla scrittura in generale. Sulla base di immagini e di oggetti è possibile avere un'idea delle tecniche artigianali di creazione della carta, della stampa e della legatoria.
Il museo si trova in un edificio restaurato nel rispetto dei dettagli, che oltre 500 anni fa era adibito a mulino per la produzione di carta.